# Linea nigra

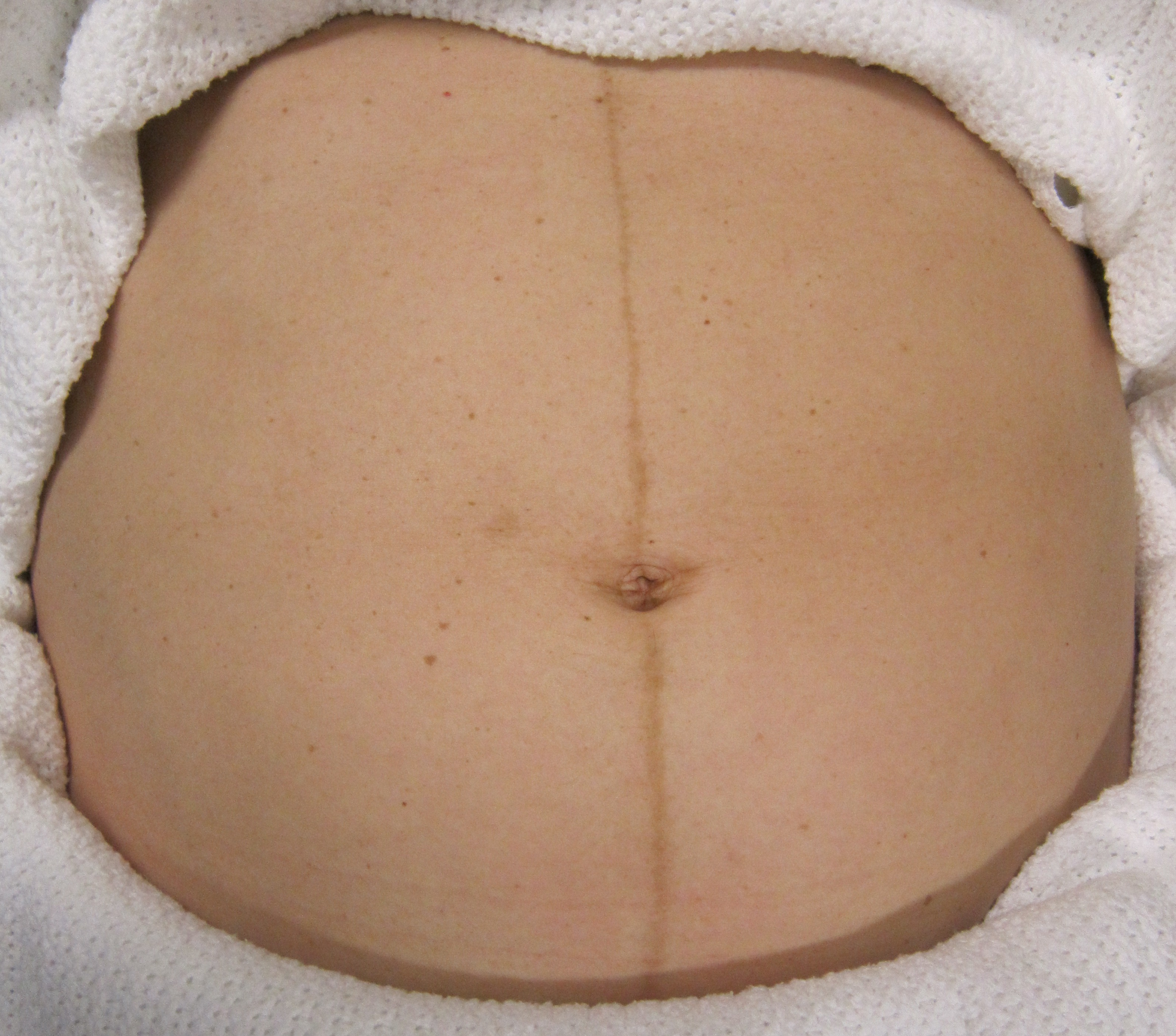
Linea nigra

Linea nigra är den mörka vertikala linje som ofta uppstår under och/eller över naveln hos gravida. Linea nigra betyder "mörk linje", men linjens synlighet och mörkhet varierar betydligt från person till person. Personer med mörka pigment tenderar till att ha en synligare linje.
Linjen är en av de många pigmentförändringar som kan ske på huden under graviditet.